# Équipe de Belgique de futsal FIFA
Maillots
L'équipe de Belgique de futsal est la sélection nationale des meilleurs joueurs belges de futsal sous l'égide de l'Union royale belge des sociétés de football association (URBSFA).

## Performances aux tournois principaux

### Coupe du monde de futsal FIFA
| Année  | Résultat      | J             | V             | N             | D             | BP            | BC            |               |
| ------ | ------------- | ------------- | ------------- | ------------- | ------------- | ------------- | ------------- | ------------- |
| 1989   | 4e Place      | 8             | 5             | 2             | 1             | 22            | 11            |               |
| 1992   | 2e Tour       | 6             | 3             | 0             | 3             | 17            | 18            |               |
| 1996   | 2e Tour       | 6             | 2             | 0             | 4             | 17            | 22            |               |
| 2000   | Non qualifiée | Non qualifiée | Non qualifiée | Non qualifiée | Non qualifiée | Non qualifiée | Non qualifiée | Non qualifiée |
| 2004   | Non qualifiée | Non qualifiée | Non qualifiée | Non qualifiée | Non qualifiée | Non qualifiée | Non qualifiée | Non qualifiée |
| 2008   | Non qualifiée | Non qualifiée | Non qualifiée | Non qualifiée | Non qualifiée | Non qualifiée | Non qualifiée | Non qualifiée |
| 2012   | Non qualifiée | Non qualifiée | Non qualifiée | Non qualifiée | Non qualifiée | Non qualifiée | Non qualifiée | Non qualifiée |
| 2016   | Non qualifiée | Non qualifiée | Non qualifiée | Non qualifiée | Non qualifiée | Non qualifiée | Non qualifiée | Non qualifiée |
| 2021   | Non qualifiée | Non qualifiée | Non qualifiée | Non qualifiée | Non qualifiée | Non qualifiée | Non qualifiée | Non qualifiée |
| 2024   | Non qualifiée | Non qualifiée | Non qualifiée | Non qualifiée | Non qualifiée | Non qualifiée | Non qualifiée | Non qualifiée |
| Totale | 3/10          | 20            | 10            | 2             | 8             | 56            | 51            |               |

### Championnat d'Europe de futsal UEFA
| Année  | Résultat      | J             | V             | N             | D             | BP            | BC            |               |
| ------ | ------------- | ------------- | ------------- | ------------- | ------------- | ------------- | ------------- | ------------- |
| 1996   | 3e Place      | 4             | 2             | 0             | 2             | 8             | 10            |               |
| 1999   | 1er Tour      | 3             | 0             | 1             | 2             | 1             | 7             |               |
| 2001   | Non qualifiée | Non qualifiée | Non qualifiée | Non qualifiée | Non qualifiée | Non qualifiée | Non qualifiée | Non qualifiée |
| 2003   | 1er Tour      | 3             | 0             | 1             | 2             | 5             | 11            |               |
| 2005   | Non qualifiée | Non qualifiée | Non qualifiée | Non qualifiée | Non qualifiée | Non qualifiée | Non qualifiée | Non qualifiée |
| 2007   | Non qualifiée | Non qualifiée | Non qualifiée | Non qualifiée | Non qualifiée | Non qualifiée | Non qualifiée | Non qualifiée |
| 2010   | 1er Tour      | 2             | 0             | 0             | 2             | 2             | 8             |               |
| 2012   | Non qualifiée | Non qualifiée | Non qualifiée | Non qualifiée | Non qualifiée | Non qualifiée | Non qualifiée | Non qualifiée |
| 2014   | 1er Tour      | 2             | 0             | 1             | 1             | 1             | 6             |               |
| 2016   | Non qualifiée | Non qualifiée | Non qualifiée | Non qualifiée | Non qualifiée | Non qualifiée | Non qualifiée | Non qualifiée |
| 2018   | Non qualifiée | Non qualifiée | Non qualifiée | Non qualifiée | Non qualifiée | Non qualifiée | Non qualifiée | Non qualifiée |
| 2022   | Non qualifiée | Non qualifiée | Non qualifiée | Non qualifiée | Non qualifiée | Non qualifiée | Non qualifiée | Non qualifiée |
| Totale | 5/12          | 14            | 2             | 3             | 9             | 17            | 42            |               |

### Grand Prix de futsal
| Année  | Résultat    | J           | V           | N           | D           | BP          | BC          |             |
| ------ | ----------- | ----------- | ----------- | ----------- | ----------- | ----------- | ----------- | ----------- |
| 2005   | Non invitée | Non invitée | Non invitée | Non invitée | Non invitée | Non invitée | Non invitée | Non invitée |
| 2006   | Non invitée | Non invitée | Non invitée | Non invitée | Non invitée | Non invitée | Non invitée | Non invitée |
| 2007   | 5e Place    | 6           | 4           | 0           | 2           | 20          | 23          |             |
| 2008   | Non invitée | Non invitée | Non invitée | Non invitée | Non invitée | Non invitée | Non invitée | Non invitée |
| 2009   | Non invitée | Non invitée | Non invitée | Non invitée | Non invitée | Non invitée | Non invitée | Non invitée |
| 2010   | Non invitée | Non invitée | Non invitée | Non invitée | Non invitée | Non invitée | Non invitée | Non invitée |
| 2011   | 1er Tour    | 3           | 1           | 1           | 1           | 14          | 13          |             |
| 2013   | Non invitée | Non invitée | Non invitée | Non invitée | Non invitée | Non invitée | Non invitée | Non invitée |
| 2014   | Non invitée | Non invitée | Non invitée | Non invitée | Non invitée | Non invitée | Non invitée | Non invitée |
| 2015   | Non invitée | Non invitée | Non invitée | Non invitée | Non invitée | Non invitée | Non invitée | Non invitée |
| 2018   | Non invitée | Non invitée | Non invitée | Non invitée | Non invitée | Non invitée | Non invitée | Non invitée |
| Totale | 2/11        | 9           | 5           | 1           | 3           | 34          | 36          |             |

## Personnalités

### Sélectionneurs
1. Damien Knabben (2002-03)
2. Alain Dopchie[6] (?)[7]
3. Luca Cragnaz (2016 à 2019)
4. Karim Bachar (depuis 2020)

### Joueurs notables
| #                                              | Nom                 | Sél. | Buts |
| ---------------------------------------------- | ------------------- | ---- | ---- |
| 1                                              | Karim Chaibai       | 145  | 68   |
| 2                                              | Omar Rahou          | 90   | 64   |
| 3                                              | Karim Bachar        | 101  | 61   |
| 4                                              | Tim Vergauwen       | 88   | 44   |
| 5                                              | Valentin Dujacquier | 68   | 42   |
| Gras : en cours. Mise à jour : 31 juillet 2023 |                     |      |      |

| #                             | Nom           | Sél. | Buts |
| ----------------------------- | ------------- | ---- | ---- |
| 1                             | Karim Chaibai | 145  | 68   |
| 2                             | Ahmed Sababti | 103  | 33   |
| 3                             | Karim Bachar  | 101  | 61   |
| 4                             | Bart Michiels | 100  | 13   |
| -                             | David Morant  | 100  | 1    |
| Mise à jour : 31 juillet 2023 |               |      |      |